# David Lewin
David Lewin, né le 2 juillet 1933 à New York et mort le 5 mai 2003, était un compositeur, critique et théoricien de la musique américain. Ses principaux travaux concernent la théorie transformationnelle qui est une approche algébrique de la musique.